# SVN Zweibrücken
El SVN Zweibrücken es un equipo de fútbol de Alemania que juega en la Oberliga Rheinland-Pfalz/Saar, la quinta liga de fútbol más importante del país.

## Historia
Fue fundado en el año 1929 en la ciudad de Zweibrücken con el nombre SV Niederauerbach, donde se mantuvieron como un equipo local desconocido hasta que lograron el ascenso a la Verbandsliga Südwest (V). Diez años después consiguieron el ascenso a la Oberliga Südwest (V) y llegaron a la final de la Südwest Pokal en 2008, obeteniendo un puesto para jugar su primer Copa de Alemania en el 2009, año en que cambió su nombre por el que tienen actualmente.
Desde su aparición en la Oberliga Südwest en el 2008 han tenido buenos resultados, como el segundo lugar en la temporada 2011/12, donde al año siguiente en la nueva Oberliga Rheinland-Pfalz/Saar ganaron el título y el ascenso a la Regionalliga Südwest.

## Palmarés
- Fußball-Oberliga Rheinland-Pfalz/Saar: 1

2013
- Verbandsliga Südwest: 1 (V)

2008
- Copa del Suroeste: 1

2011

## Temporadas recientes
Estas son las temporadas del club desde 1999:
| Temporada | Liga                          | División | Posición |
| 1999–2000 | Verbandsliga Südwest          | V        | 3º       |
| 2000–01   | Verbandsliga Südwest          | V        | 5º       |
| 2001–02   | Verbandsliga Südwest          | V        | 2º       |
| 2002–03   | Verbandsliga Südwest          | V        | 3º       |
| 2003–04   | Verbandsliga Südwest          | V        | 4º       |
| 2004–05   | Verbandsliga Südwest          | V        | 3º       |
| 2005–06   | Verbandsliga Südwest          | V        | 4º       |
| 2006–07   | Verbandsliga Südwest          | V        | 6º       |
| 2007–08   | Verbandsliga Südwest          | V        | 1º ↑     |
| 2008–09   | Oberliga Südwest              | V        | 13º      |
| 2009–10   | Oberliga Südwest              | V        | 3º       |
| 2010–11   | Oberliga Südwest              | V        | 5º       |
| 2011–12   | Oberliga Südwest              | V        | 2º       |
| 2012–13   | Oberliga Rheinland-Pfalz/Saar | V        | 1º ↑     |
| 2013–14   | Regionalliga Südwest          | IV       |          |

- Con la introducción de las Regionalligas en 1994 y de la 3. Liga en el 2008 como el nuevo tercer nivel por detrás de la 2. Bundesliga, todas las ligas bajaron un nivel. En el 2012 la Oberliga Südwest se pasó a llamar Oberliga Rheinland-Pfalz/Saar.